# آن بيتيفور
آن بيتيفور (بالإنجليزية: Ann Pettifor)‏ هي اقتصادية بريطانية جنوب أفريقية ولدت في فبراير 1947. درست الاقتصاد في جامعة ويتواترسراند في جنوب أفريقيا، هاجرت بعد ذلك إلى بريطانيا. ركزت عملها على دراسة النظام المالي العالمي وإعادة جدولة الديون والتنمية المستدامة. تنبأت بحدوث الأزمة المالية 2007–2008. هي مديرة مركز أبحاث الاقتصاديات الصغيرة (PRIME) وألذي يختص بأبحاث اقتصاد كينزي وهي عضوة أيضاً في مجموعة الصفقة الخضراء الجديدة والتي تجمع خبراء اقتصاديين وبيئيين ومستثمرين.